# Passionate Summer
Passionate Summer ou Storm over Jamaica (Brasil: Conflito de Duas Almas ) é um filme de drama britânico de 1958, dirigido por Rudolph Cartier, com roteiro de Joan Henry. baseado no romance The Shadow and the Peak, de Richard Mason.

## Enredo
A história gira à volta de um professor britânico que, após se divorciar, se muda para a Jamaica para trabalhar numa escola com métodos inovadores, acabando por se envolver com uma hospedeira e com a mulher do diretor da escola; a situação tem um resultado trágico quando uma das suas alunas descobre o caso.

## Elenco
- Virginia McKenna — Judy Waring
- Bill Travers — Douglas Lockwood
- Yvonne Mitchell — Mrs Pawley
- Alexander Knox — Leonard Pawley
- Carl Möhner — Louis
- Gordon Heath — Coroner
- Guy Middleton — Duffield
- Pearl Prescod — Mrs Morgan
- Ellen Barrie — Sylvia